# Martin Huber (Literaturwissenschaftler)
Martin Huber (* 11. August 1962 in Augsburg) ist ein deutscher Literaturwissenschaftler.

## Leben
Ab 1983 studierte er Germanistik und Anglistik an der Ludwig-Maximilians-Universität München (LMU). Nach dem Magister Artium 1988 in Neuerer deutsche Literatur lehrte er am Institut für Deutsche Philologie der LMU. Nach der Promotion 1991 zum Dr. phil. wurde er 1991 wissenschaftlicher Mitarbeiter am Institut der Deutschen Philologie der LMU München. 1992 wurde er Redakteur des Internationalen Archivs für Sozialgeschichte der deutschen Literatur (IASL). 1993 wurde er wissenschaftlicher Assistent am Institut für Deutsche Philologie der LMU München (Lehrstuhl Wolfgang Frühwald). 1998 erhielt er ein  Habilitandenstipendium der Deutschen Forschungsgemeinschaft. Nach der Habilitation 2000 an der LMU München (Venia legendi für Neuere deutsche Literaturwissenschaft) wurde er Mitherausgeber von IASL online. 2001 wurde er wissenschaftlicher Oberassistent/Privatdozent am Institut für Deutsche Philologie.
2003 folgte er dem Ruf auf eine Professur für Neuere deutsche Literaturwissenschaft und Medientheorie an der FernUniversität in Hagen. 2004 wurde er Mitglied im Vorstand des Deutschen Germanistenverbandes. Von 2006 bis 2008 war er Dekan der Fakultät für Kultur- und Sozialwissenschaften der FernUniversität in Hagen. 2007 wurde er 2. Vorsitzender des Deutschen Germanistenverbandes. 2010 wurde er Lehrstuhlinhaber für Neuere deutsche Literaturwissenschaft an der Universität Bayreuth.

## Schriften (Auswahl)
- Text und Musik. Musikalische Zeichen im narrativen und ideologischen Funktionszusammenhang ausgewählter Erzähltexte des 20. Jahrhunderts. Frankfurt am Main 1992, ISBN 3-631-44677-2.
- Der Text als Bühne. Theatrales Erzählen um 1800. Göttingen 2003, ISBN 3-525-20826-X.
- mit Ulrich Schmitz und Udo Friedrich: Orientierungskurs Germanistik. Stuttgart 2014, ISBN 978-3-12-939024-5.
- als Herausgeber mit Wolf Schmid: Grundthemen der Literaturwissenschaft: Erzählen. De Gruyter, Berlin 2018, ISBN 3-11-040118-5.